# Purser
Purser er titlen på lederen af forplejningen på at skib eller fly. 
Om bord på fly anvendes titlen kabineleder ligeledes. Oprindeligt har det været purserens opgave at håndtere alle penge ombord. På moderne skibe er en purser en officer med ansvar for alt administration, inklusive skibets last.
| Job | Spire Denne artikel om et job eller en stillingsbetegnelse er en spire som bør udbygges. Du er velkommen til at hjælpe Wikipedia ved at udvide den. |